# 土壤圈
土壤圈（英文：pedosphere）是指地球最外層，由土壤組成，且會受到成土作用影響的區域。土壤圈介於地球岩石圈、大气层、水圈及生物圈之間的交界處。。土壤圈是地球的表面，而且只有在地表和大氣層（土壤中及土壤上方的空氣）、生物圈（其中的生物體）、岩石圈（未固結的表岩屑和固結的基岩）及水圈（土壤上方、下方及土壤上方的水）之間有動態交互作用時才會生成。土壤圈是地球陸生生物的基礎。
土壤圈是化学物質或是生物地球化学物質流入或是流出上述系統的媒介，由其中的氣體、礦物質、流體及生物所組成。土壤圈位在Critical Zone內，Critical Zone是一個較大的介面，其中包括植物、土壤圈、地下水含水层及古生物，最後到一定深度以下的岩床為止，是明顯受生物圈及水圈影響，進行化學作用的區域。土壤圈也是更大整體系統的一部份，土壤形成的環境也會受其地理位置、气候、地质、生物、經度、緯度和人为变化所影響。
土壤圈位在生物的植被以下，在岩石圈及水圈以上。成土作用在沒有生物的情形下，仍然會自行作用，不過若有生物存在，會加快成土作用的進行。土壤形成一開始是用物理或是化學的分解方式來分解岩石，形成的物質會覆蓋在基岩基底上。生物會分泌酸性物質（多半是富里酸）來讓岩石分解。像地衣、苔蘚和種子植物以及很多化學反應會讓早期土壤的化學組成更加的多元化。一旦風化作用及分解作用的產物開始累積，連貫的土體讓流體可以在垂直向和橫向通過土壤剖面，讓固體、液體、氣體之間可以進行離子交換。隨著時間的演進，土壤層的整體地球化学情形會和一開始基岩的成份越來越不同，其成份會反映在土壤中發生的化學反應。

## 礦物風化及解體
土壤的形成源自大氣中碳酸和生物形成的酸性物質對矽酸鹽礦物的化學風化。碳酸透過碳酸化作用於大氣及土壤中形成。
{\displaystyle \mathrm {H_{2}O+CO_{2}\longrightarrow H^{+}+HCO_{3}^{-}\longrightarrow H_{2}CO_{3}} }
這是長石等方解石、白雲石和矽酸鹽礦物被化學風化的過程。而鈉長石被碳酸分解而產生高嶺石黏土的過程則如下：
{\displaystyle \mathrm {2\ NaAlSi_{3}O_{8}+2\ H_{2}CO_{3}+9\ H_{2}O\longrightarrow 2\ Na^{+}+2\ HCO_{3}^{-}+4\ H_{4}SiO_{4}+Al_{2}Si_{2}O_{5}(OH)_{4}} }
至於碳酸鹽礦物的分解則為：
{\displaystyle \mathrm {CaCO_{3}+H_{2}CO_{3}\longrightarrow Ca^{2+}+2\ HCO_{3}^{-}} }		or		{\displaystyle \mathrm {CaCO_{3}\longrightarrow Ca^{2+}+CO_{3}^{2-}} }